# Kollektor
Kollektor (Коллектор) è un film del 2016 diretto da Aleksej Krasovskij.

## Trama
Il film racconta la storia di un collezionista di talento la cui reputazione e la cui vita sono improvvisamente minacciate.